# Сицилианска блатна костенурка
Сицилианската блатна костенурка (Emys trinacris) е вид влечуго от семейство Блатни костенурки (Emydidae).

## Разпространение и местообитание
Разпространен е в Италия.